# Claino con Osteno
Claino con Osteno – miejscowość i gmina we Włoszech, w regionie Lombardia, w prowincji Como.
Według danych na rok 2004 gminę zamieszkiwało 527 osób, 40,5 os./km².